# سبير أوبريشنز جروب
مجموعة عمليات "سبير" أو سبير أوبريشنز جروب (بالإنجليزية: Spear Operations Group) هي شركة عسكرية خاصة مقرها في ديلاوير أسسها المقاول الأمني الهنغاري الإسرائيلي إبراهيم جولان.
في أكتوبر 2018 طالبت المنظمة العربية لحقوق الانسان في بريطانيا دولة فلسطين بإحالة ملف محمد دحلان إلى المحكمة الجنائية الدولية بناءا على التحقيقات التي نشرتها صحف أمريكية حول تعاقده مع مرتزقة لتنفيذ عمليات اغتيال في اليمن.

## محاولة إغتيال انصاف مايو
أفاد موقع بزفيد الإعلامي الأمريكي بأن الإمارات استعانت بهذه الشركة لتنفيذ عمليات اغتيال لقيادات حزب «الإصلاح» الإسلامي في اليمن، من بينها محاولة اغتيال القيادي في حزب «الإصلاح» انصاف مايو في عدن يوم الـ 29 ديسمبر عام 2015.

## روابط خارجية
- الموقع الرسمي نسخة محفوظة 5 يونيو 2017 على موقع واي باك مشين.
- "حرب اليمن: الإمارات العربية المتحدة موّلت اغتيالات سياسيّة". BBC News عربي. 23 يناير 2024. مؤرشف من الأصل في 2024-01-25. اطلع عليه بتاريخ 2024-01-25.
- ""اقتل واقبض الثمن".. 1.5 مليون دولار عن كل عملية اغتيال باليمن". الجزيرة نت. مؤرشف من الأصل في 2024-01-26. اطلع عليه بتاريخ 2024-01-25.